# Liste der Kardinalskreierungen Leos VI.
Papst Leo VI. (928–929) kreierte in seinem kurzen Pontifikat drei Kardinäle.

## 928
- Bobo, Kardinaldiakon

## Kardinalskreierungen unbekannten Datums
- Stephan, Kardinalpriester von Sant’Anastasia, ab Januar 929 Papst Stephan VII., † Februar 931
- Johannes, Kardinalpriester von Santa Maria in Trastevere, ab März 931 Papst Johannes XI., † Januar 936